# Púa
Púa là nhạc cụ hơi, xuất phát từ tiếng H’Mông. Người H’Mông và người Lô Lô sống tại Việt Nam sử dụng phổ biến nhạc cụ này.
Púa gồm có hai ống đồng mỏng, ống nhỏ lồng trong ống lớn, có thể kéo ra đẩy vào được. Tuy nhiên việc kéo đẩy này không có tính chất chỉnh âm thanh như kèn trombone, mà đơn giản là để thu ngắn độ dài của kèn lúc mang đi cất hoặc kéo dài khi muốn thổi. Đường kính ống lớn trên 3 cm đôi chút, dài từ 60 đến 70 cm. Đường kính ống nhỏ khoảng 31 cm, dài từ 40 đến 50 cm, ống này có một đầu làm búp thổi, đầu kia dùng để lồng vào ống lớn. Tính tổng cộng chiều dài của hai ống khoảng 100 đến 120 cm, chưa kể trường hợp thiết kế đặc biệt, có púa dài tổng cộng 180 cm.
Do chế tạo bằng thủ công, nguyên liệu là đồng dày mỏng không đều nên âm thanh của púa không chuẩn, lẫn nhiều tạp âm. Tuy thế âm thanh của nó vang rất xa và có chất rè của kèn đồng. Nhìn chung púa chỉ phát ra vài âm thanh, cách nhau quãng bốn hoặc quãng năm.
Theo truyền thống, púa do nam giới sử dụng. Người ta dùng nó trong nghi lễ tang chế như cúng linh hồn, lễ dâng rượu, khi mổ bò, dê làm vật cúng tế.